# Bauern- und Arbeiterpartei von Minnesota
Die Bauern- und Arbeiterpartei von Minnesota (englisch Farmer-Labor Party of Minnesota bzw. Minnesota Farmer-Labor Party) war eine politische Partei in den Vereinigten Staaten von Amerika. 

## Allgemeines
Ihre geographische Basis war der Bundesstaat Minnesota, aber sie erzielte auch in anderen Staaten politische Erfolge. Die Partei wurde 1918 gegründet und bestand bis 1944, dann schloss sie sich mit der Demokratischen Partei von Minnesota zur heutigen Democratic-Farmer-Labor Party zusammen.
In den 1920er- und besonders in den 1930er-Jahren erzielte die Partei in Minnesota einige Erfolge: Sie konnte vier US-Senatoren stellen und von 1931 bis 1939 bekleideten Mitglieder der Bauern- und Arbeiterpartei das Amt des Gouverneurs. 
Inhaltlich versuchte die Partei, die Arbeiter- und Bauernbewegung von Minnesota unter einem Dach zu vereinen. Das Parteiprogramm war für europäische Verhältnisse gemäßigt. Es forderte die Verstaatlichung von Schlüsselindustrien, eine Sozialgesetzgebung sowie Schutzmaßnahmen für den Bauernstand.
Die Demokratische Partei von Minnesota erreichte am 15. April 1944 unter der Führung von Hubert H. Humphrey den Zusammenschluss der beiden Parteien.

## Wichtige Amtsträger

### Gouverneure
- Floyd B. Olson (1931–1936)
- Hjalmar Petersen (1936–1937)
- Elmer Austin Benson (1937–1939)

### Senatoren der Vereinigten Staaten von Amerika
- Henrik Shipstead (1923–1941) (wechselte später zu den Republikanern)
- Magnus Johnson (1923–1925)
- Elmer Austin Benson (1935–1937)
- Ernest Lundeen (1937–1940)